# 康·莫爾森
科尼利厄斯·“康”·莫爾森（英語：Cornelius "Con" Moulson，1906年9月3日—1989年10月27日）是一位愛爾蘭足球運動員及領隊。他的早期球員生涯在祖國愛爾蘭度過，然後轉戰英格蘭聯賽，他先後在1932年至1936年及1939年至1943年效力林肯城，亦一度轉會至諾士郡 。另外，他也獲得5次代表國家隊上陣的機會。
莫爾森在1943年掛靴，在林肯的一所工廠裡工作，他在戰後兼職林肯城的工作人員。長期執教林肯城的領隊在1965年退休，任命莫爾森為新任領隊是一個令人震驚的決定，他已經有接近30年沒有參與過足球的日常工作。他在球隊只執教了8場比賽，他採用了較罕見的3-3-4陣式，丟了21球，莫爾森終被解除了職務。莫爾森所執教的8場比賽全部落敗，可以被認為是創下英格蘭足球聯賽最差戰績的全職領隊。
離職後的莫爾森再度成為球隊的工作人員，並返回工廠工作。

## 註腳
1. ↑  （英文）. redimps.com.   [2012-07-31]. （原始内容存档于2012-02-26）.
2. ↑  （英文）. Football Association of Ireland.   [2012-07-31]. （原始内容存档于2012-02-13）.